# Centerburg

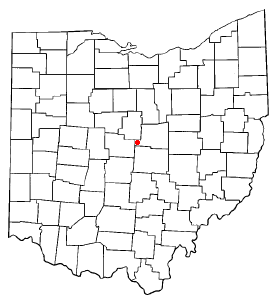
Centerburg na planie stanu Ohio

Centerburg – wieś w USA, w stanie Ohio, w hrabstwie Knox.
Liczba mieszkańców w 2010 roku wynosiła 1 773, a w roku 2012 wynosiła 1 861.